# Trioceros melleri
Trioceros melleri  es una especie de lagarto iguanio de la familia de los camaleones, nativa de África Oriental.

## Distribución y hábitat
Se distribuye en Malawi, Mozambique y Tanzania.
Su hábitat se compone principalmente de sabana de miombo, aunque se halla ocasionalmente en grandes árboles en zonas urbanizadas. Su rango altitudinal oscila entre 0 y 800 m s. n. m.

## Estado de conservación
Las poblaciones de Trioceros melleri son afectados por el comercio de animales salvajes, y la especie ha sido incluido en el Apéndice II de CITES para limitar sus efectos.